# Natallja Anufryenka
Natallja Valer"eŭna Anufryenka (in bielorusso Наталля Валер'еўна Ануфрыенка?; Babrujsk, 11 giugno 1985) è una cestista bielorussa.
Alta 174 cm, gioca come guardia.

## Carriera
Con la Bielorussia ha disputato i Giochi olimpici di Pechino 2008, due edizioni dei Campionati mondiali (2010, 2014) e quattro dei Campionati europei (2007, 2009, 2011, 2013).